# Wiltrud Topić-Mersmann
Wiltrud Topić-Mersmann, geborene Mersmann (* 21. Februar 1919 in Berlin; † 24. Juli 2022 in Salzburg), war eine österreichische Kunsthistorikerin.

## Biografie
Wiltrud Mersmann, Tochter des Musikwissenschaftlers Hans Mersmann, studierte ab 1941 Kunstgeschichte an der Universität Wien und wurde dort 1944 promoviert. Nach dem Krieg arbeitete sie vom März 1946 bis Juni 1949 am Central Collecting Point in München. Hier half sie dem kroatischen Kunsthändler Ante Topić Mimara (1898–1987), in den Besitz von angeblich aus Jugoslawien stammenden, von den Nationalsozialisten geraubten, Kunstwerken zu gelangen.
1957 heiratete sie Ante Topić Mimara. Sie lebte mit ihrem Mann ab 1963 in dem von diesem erworbenen Schloss Neuhaus in Salzburg. An der Universität Salzburg lehrte sie ab 1971 mit einem Lehrauftrag Kunstgeschichte und habilitierte sich dort im Jahr 1977. Sie erhielt 1983 den Titel eines tit. a.o. Universitätsprofessors. 1973 vermachten ihr Mann und sie ihre Kunstsammlung dem Staat Kroatien; die Sammlung ist seit 1987 im Mimara-Museum (Stiftung Zbirka umjetnina Ante i Wiltrude Topić Mimara) in Zagreb ausgestellt.
Wissenschaftlich war sie vor allem auf dem Gebiet der Kunst des Mittelalters tätig.

## Schriften (Auswahl)
- Der Schmerzensmann (= Lukas-Bücherei zur christlichen Ikonographie. Band 4). Schwann, Düsseldorf 1952.